# لوکاش پوکورنی
لوکاش پوکورنی (چکی: Lukáš Pokorný؛ زادهٔ ۵ ژوئیهٔ ۱۹۹۳) بازیکن فوتبال اهل جمهوری چک است.
از باشگاه‌هایی که در آن بازی کرده‌است می‌توان به باشگاه فوتبال اسلوان لیبرتس اشاره کرد.
وی همچنین در تیم ملی فوتبال جمهوری چک بازی کرده‌است.